# Jana Meyerdierks
Jana Meyerdierks (née le 5 mai 1990 à Brême) est une chanteuse allemande.

## Biographie
Jana Meyerdierks chante dans des chorale d'enfants et scolaires, va dans des orchestres scolaires où elle chante différents styles de musique et forme sa voix avec des leçons de chant. Elle suit une formation en tant qu'actrice musicale et est sélectionnée pour des rôles dans Anastasia, Die Bremer Stadtmusikanten, Linie 1, Die kleine Meerjungfrau ou encore Scrooge.
Début 2015, Jana Meyerdierks publie son premier EP Voll ins Herz avec la collaboration du producteur Georg Hahn, du parolier Lorenz Ritter (Ina Müller), du guitariste Erlend Krauser (James Last) et du musicien et compositeur Timo Gross.
Elle fait ensuite des tournées avec d'autres chanteurs plus connus et des apparitions dans des émissions de télévision.
Elle signe avec le label A & O Records, fondé en 2015 par Oliver Thomas, et collabore avec le producteur Peter Jordan.

## Discographie
Album
- 2015 : Voll ins Herz (EP, Elbtonal)

Singles
- 2015 : Voll ins Herz (Elbtonal)
- 2015 : Domino (Elbtonal)
- 2016 : Hey, Ma! (Elbtonal)
- 2017 : Wenn Wünsche in Erfüllung geh´n (A&O Records)
- 2018 : Vorhang auf (A&O Records)

## Source de la traduction
- (de) Cet article est partiellement ou en totalité issu de l’article de Wikipédia en allemand intitulé « Jana Meyerdierks » (voir la liste des auteurs).